# Bolondok aranya (film)
A Bolondok aranya (eredeti cím: Fool's Gold) 2008-ban bemutatott amerikai-ausztrál romantikus kalandfilm, a  Warner Bros. produkciójában. A filmet Andy Tennant rendezte, főszereplői Matthew McConaughey és Kate Hudson.

## Rövid történet
Egy nemrég elvált házaspár újból egymásra talál egy elveszett kincs keresése közben.

## Cselekmény
Benjamin "Finn" Finnegan (Matthew McConaughey) kincsvadász, aki  egy Aurelia nevű, 1715-ben elsüllyedt spanyol galleon hajó nyomát igyekszik felkutatni. A kutatás közben felesége, Tess (Kate Hudson) elválik tőle. Tess egy magánjachton dolgozik, ami a multimilliomos Nigel Honeycutt (Donald Sutherland) tulajdona. Finn utalásokat talál az elsüllyedt hajó feltételezett helyére. Miután saját hajója egy tűzben megsemmisül, feljut Honeycutt jachtjára, a „The Precious Gem”-re és meggyőzi a tulajdonost, a tulajdonos lányát,  Gemmát (Alexis Dziena), és Tesst, hogy csatlakozzanak hozzá a kincskeresésben. Egy helyi gengszter, Bigg Bunny (Kevin Hart) és Finn tanítója, Moe Fitch (Ray Winstone) is szeretnék megtalálni ugyanazt a kincset, Finnt megelőzve.
A The Precious Gem és Moe hajója versenyeznek a kincs megtalálásában. Finn talál a tengerfenéken egy kardot, ami által közelebb kerül a kincs megleléséhez. Finn és Tess követik a nyomokat, egy régi templomhoz vezetve őket. Felfedeznek egy naplót, amely leírja a kincs helyét. Bigg Bunny és társai, akik figyelték Finn és Tess tevékenységét, elfogják Tesst és túszként fogva tartják. Bigg Bunny arra akarja rávenni Tesst, segítsen neki megtalálni a kincset, Tess meg is találja azt egy barlangban. Ezalatt Finn talál egy listát, ami Honeycutts és Moe közös ügyeit részletezi. Finn kiszabadítja Tesst, de Bigg Bunny újra elrabolja. Gemma segít Finn-nek, hogy feljusson Bigg Bunny repülőjére, amikor a repülőgép éppen felszáll. Bigg Bunny megpróbálja lelőni Finnt, de Tess megrúgja Bigg Bunny-t, aki kiesik a repülőből, az óceánba zuhanva. Bigg Bunny embereit Moe elfogja. Moe egy szigonypuskából lövést kap a lábába.
Finn és Tess újból összejönnek és együtt megtalálják a kincset. Kiderül, hogy Tess terhes. Finn, Tess, Nigel, Gemma, Moe és mindenki más, aki hozzájárult a kincs megtalálásához, egy múzeumot nyitnak, ahol a kincsek mindenki számára megtekinthetők.

## Szereplők
| Szerep            | Színész              | Magyar hang         |
| ----------------- | -------------------- | ------------------- |
| Benjamin Finnegan | Matthew McConaughey  | Miller Zoltán       |
| Tess Finnegan     | Kate Hudson          | Kéri Kitty          |
| Nigel Honeycutt   | Donald Sutherland    | Helyey László       |
| Gemma Honeycutt   | Alexis Dziena        | Csifó Dorina        |
| Alfonz            | Ewen Bremner         | Magyar Attila       |
| Moe Fitch         | Ray Winstone         | Besenczi Árpád      |
| Tapsi Tata        | Kevin Hart           | Kálloy Molnár Péter |
| Cordell           | Malcolm-Jamal Warner | Faragó András       |
| Curtis            | Brian Hooks          | Sipos Imre          |
| Cyrus             | David Roberts        | Takátsy Péter       |
| Eddie             | Michael Mulheren     | Konrád Antal        |
| Gary              | Adam LeFevre         | Barbinek Péter      |
| Stefan            | Rohan Nichol         |                     |
| Andras            | Roger Sciberras      |                     |
| Bíró              | Peter Whitford       | Makay Sándor        |
| Benjamin ügyvédje | Laurence Coy         |                     |
| Tess ügyvédje     | Linda Cropper        | Molnár Zsuzsa       |

## A film készítése
A Warner Bros. és Andy Tennant rendező úgy tervezte, hogy a forgatás helyszíne a Karib-térségben lesz, de végül az ausztráliai Queensland mellett döntöttek, mivel a karibi hurrikánszezon hátráltatta volna a film forgatását. A Key West helyszíneket Port Douglas-ban vették fel. További forgatási helyszínek: Brisbane, Gold Coast, Hamilton Island, Lizard Island, Airlie Beach és Hervey Bay. Egyes jeleneteket  Batt Reef-en vettek fel.
A belső jeleneteket egy hangstúdióban vették fel  a Warner Bros területén. McConaughey megemlítette, hogy egy piton volt a kertjében a Port Douglas-i szállásán.

### 2011-es per
A Warner Brothers Entertainment, Inc.-et beperelte egy kanadai regényíró, Lou Boudreau, azzal a váddal, hogy ellopták az ötletét. A Warner Brothers nem kommentálta az esetet.

## Fogadtatás

### Bevételi adatok
2008. február 8-án debütált Észak-Amerikában és 21,5 millió dollár bevételt produkált 3125 moziban az első hétvégén, amely az első helyet jelentette a bevételi listán. 2008 szeptemberéig a film bevétele világszerte 110,5 millió dollár lett — ebből 70,2 millió az Egyesült Államokban és 40,3 millió más országokban.

### Kritikai visszhang
A film főként negatív kritikákat kapott a kritikusoktól. 2011 novemberéig a Rotten Tomatoes weboldalon a film csak 11%-ban kapott pozitív kritikát. Ez 147 véleményen alapult. Ugyanott a nézők 48%-ra értékelték. A Metacritic értékelése szerint 29 / 100 pont 29 vélemény alapján.

## Házimozi-megjelenés
A film DVD és Blu-ray lemezen 2008. június 17-én jelent meg.